# Friedrich von Oesterley
Friedrich Karl Hans von Oesterley  (* 5. April 1871 in Göttingen; † 24. März 1944 in Innsbruck) war ein deutscher Dressurreiter. Bei den Olympischen Sommerspielen 1912 in Stockholm wurde er im Dressurreiten-Einzel mit seinem Pferd Condor Vierter.

## Leben

### Herkunft und Familie
Friedrich war Sohn des preußischen General der Infanterie Georg von Oesterley, welcher 1897 nobilitiert wurde, und dessen Ehefrau Maria Bethe (* 1845). Seine Geschwister waren Klara Klara (* 1867) sowie sein Bruder Hermann (* 1868).

### Karriere
Friedrich schlug wie der Vater eine Militärkarriere in der preußischen Armee ein und stand zunächst im Feldartillerie-Regiment „von Scharnhorst“ (1. Hannoversches) Nr. 10. Mit der Versetzung in das Braunschweigische Husaren-Regiment Nr. 17 wechselte er im April 1902 die Waffengattung. Zwischenzeitlich zum Rittmeister und Lehrer am Militärreitinstitut Hannover aufgestiegen, nahm er 1912 im Dressurreiten an den Olympischen Sommerspielen in Stockholm teil und belegte den 4. Platz. Während des Ersten Weltkriegs war er Kommandant der Stabswache und der Proviant-Kolonne des Großen Hauptquartiers. Er kommandierte von 1918 bis zum 19. Januar 1919 als Major das Jäger-Regiment zu Pferde Nr. 10 der preußischen Armee.
Nach Kriegsende wurde er in die Reichswehr übernommen und schied am 15. Juni 1921 unter Verleihung des Charakters als Oberst aus dem Dienst.